# Municipio de Burnsville (condado de Anson)
El municipio de Burnsville (en inglés: Burnsville Township) es un municipio ubicado en el  condado de Anson en el estado estadounidense de Carolina del Norte.En el año 2010 tenía una población de 1.942 habitantes.

## Geografía
El municipio de Burnsville se encuentra ubicado en las coordenadas 35°6′5.54″N 80°14′18.22″O / 35.1015389, -80.2383944.